# 拉萊耶文本
《拉萊耶文本》（英語：R'lyeh Text）是克蘇魯神話中的一部虛構書籍。H·P·洛夫克拉夫特的作品中並無此元素，它最早出現在奥古斯特·德雷斯的作品《哈斯塔的歸來》（The Return of Hastur，1939年）中。

## 虛構歷史
《拉萊耶文本》中記述了有關克蘇魯的訊息，包括克蘇魯追隨者的八個據點。阿卡姆鎮的研究員亞莫士·吐圖以10萬美金從某個自稱來自西藏的中國人手中購得《拉萊耶文本》的人皮裝訂抄本。在亞莫士·吐圖死後，其侄子保羅·吐圖將此抄本捐給米斯卡塔尼克大学圖書館。米斯卡塔尼克大学哲學教授拉班·舒茲柏利博士曾對《拉萊耶文本》的此一手抄本進行研究，並發表論文《拉萊耶文本之後期原始人神話類型研究》:62。
除中文抄本外，在日本作家山本弘對克蘇魯神話所進行的原創設定中，《拉萊耶文本》還有由魔法師弗朗索瓦·普勒拉蒂翻譯的義大利文譯本。

## 影響
- 虛淵玄作品《Fate/Zero》中有本名為《螺湮城教本》的寶具，此一設定即是改編自克蘇魯神話中的《拉萊耶文本》[5]:193。